# Montreux Volley Masters 2015
Montreux Volley Masters 2015 spelades 26 till 31 maj 2015 i Montreux, Schweiz. Det var den 30:e upplagan av turneringen och åtta damlandslag i volleyboll deltog. Turkiet vann tävlingen för första gången genom att besegra Japan i finalen. Yuki Ishii utsågs till mest värdefulla spelare.

## Arenor
|                                                                    |  |  |
|                                                                    |  |  |
| Salle Omnisports du Pierrier Stad: Montreux Kapacitet: - Öppnad: - |  |  |

## Regelverk

### Format
- Tävlingen började med gruppspel där lagen fördelades på två grupper om fyra lag
- De två första lagen i varje grupp gick vidare till slutspel om plats 1-4. Slutspelet genomfördes i cupformat.
- De två sista lagen möte ett lag från den andra gruppen för spel om (delad) femteplats.

## Deltagande lag
| Lag                     | Turnering | Deltog senast                |
| ----------------------- | --------- | ---------------------------- |
| Kina                    | Wild card | Montreux Volley Masters 2014 |
| Tyskland                | Wild card | Montreux Volley Masters 2014 |
| Japan                   | Wild card | Montreux Volley Masters 2014 |
| Italien                 | Wild card | Montreux Volley Masters 2013 |
| Nederländerna           | Wild card | Montreux Volley Masters 2011 |
| Dominikanska republiken | Wild card | Montreux Volley Masters 2014 |
| Ryssland                | Wild card | Montreux Volley Masters 2014 |
| Turkiet                 | Wild card | Montreux Volley Masters 2007 |

## Turneringen

### Gruppspelsfasen
| Grupp A                 | Grupp B  |
| ----------------------- | -------- |
| Kina                    | Tyskland |
| Nederländerna           | Japan    |
| Dominikanska republiken | Italien  |
| Ryssland                | Turkiet  |

#### Grupp A

##### Resultat
| 26 maj 2015 Salle Omnisports du Pierrier, Montreux Speltid: 1h:49 - Åskådare: 900   | Kina                    | 3 - 1 | Dominikanska republiken | 25-20, 20-25, 25-20, 25-20 |
| 27 maj 2015 Salle Omnisports du Pierrier, Montreux Speltid: 1h:24 - Åskådare: 850   | Kina                    | 0 - 3 | Nederländerna           | 18-25, 24-26, 27-29        |
| 27 maj 2015 Salle Omnisports du Pierrier, Montreux Speltid: 1h:28 - Åskådare: 1 000 | Dominikanska republiken | 0 - 3 | Ryssland                | 23-25, 21-25, 23-25        |
| 28 maj 2015 Salle Omnisports du Pierrier, Montreux Speltid: 1h:49 - Åskådare: 1 200 | Nederländerna           | 3 - 1 | Ryssland                | 25-20, 23-25, 25-17, 25-22 |
| 29 maj 2015 Salle Omnisports du Pierrier, Montreux Speltid: 1h:25 - Åskådare: 1 050 | Dominikanska republiken | 0 - 3 | Nederländerna           | 14-25, 24-26, 22-25        |
| 29 maj 2015 Salle Omnisports du Pierrier, Montreux Speltid: 1h:52 - Åskådare: 1 700 | Ryssland                | 3 - 1 | Kina                    | 18-25, 25-23, 25-19, 25-23 |

##### Sluttabell
| Pos. | Lag                     | Pt | M | V | F | SV | SF | Kvot  | PV  | PF  | Kvot  |
| ---- | ----------------------- | -- | - | - | - | -- | -- | ----- | --- | --- | ----- |
| 1    | Nederländerna           | 9  | 3 | 3 | 0 | 9  | 1  | 9.000 | 254 | 213 | 1.192 |
| 2    | Ryssland                | 6  | 3 | 2 | 1 | 7  | 4  | 1.750 | 252 | 255 | 0.988 |
| 3    | Kina                    | 3  | 3 | 1 | 2 | 4  | 7  | 0.571 | 254 | 258 | 0.984 |
| 4    | Dominikanska republiken | 0  | 3 | 0 | 3 | 1  | 9  | 0.111 | 212 | 246 | 0.861 |

#### Grupp B

##### Resultat
| 26 maj 2015 Salle Omnisports du Pierrier, Montreux Speltid: 1h:43 - Åskådare: 1 000 | Italien  | 1 - 3 | Tyskland | 20-25, 15-25, 25-21, 23-25 |
| 26 maj 2015 Salle Omnisports du Pierrier, Montreux Speltid: 1h:21 - Åskådare: 760   | Japan    | 3 - 0 | Turkiet  | 25-19, 26-24, 25-18        |
| 27 maj 2015 Salle Omnisports du Pierrier, Montreux Speltid: 1h:44 - Åskådare: 1 050 | Turkiet  | 3 - 1 | Tyskland | 17-25, 25-22, 25-16, 25-14 |
| 28 maj 2015 Salle Omnisports du Pierrier, Montreux Speltid: 2h:02 - Åskådare: 1 000 | Tyskland | 1 - 3 | Japan    | 27-25, 17-25, 20-25, 24-26 |
| 28 maj 2015 Salle Omnisports du Pierrier, Montreux Speltid: 1h:23 - Åskådare: 850   | Italien  | 0 - 3 | Turkiet  | 17-25, 26-28, 22-25        |
| 29 maj 2015 Salle Omnisports du Pierrier, Montreux Speltid: 1h:18 - Åskådare: 1 400 | Japan    | 3 - 0 | Italien  | 25-12, 28-26, 25-16        |

##### Sluttabell
| Pos. | Lag      | Pt | M | V | F | SV | SF | Kvot  | PV  | PF  | Kvot  |
| ---- | -------- | -- | - | - | - | -- | -- | ----- | --- | --- | ----- |
| 1    | Japan    | 9  | 3 | 3 | 0 | 9  | 1  | 9.000 | 255 | 203 | 1.256 |
| 2    | Turkiet  | 6  | 3 | 2 | 1 | 6  | 4  | 1.500 | 231 | 218 | 1.059 |
| 3    | Tyskland | 3  | 3 | 1 | 2 | 5  | 7  | 0.714 | 261 | 276 | 0.945 |
| 4    | Italien  | 0  | 3 | 0 | 3 | 1  | 9  | 0.111 | 202 | 252 | 0.801 |

### Slutspelsfasen

#### Spelschema
|  | Semifinaler   | Semifinaler |       |         | Final               | Final               |  |
|  |               |             |       |         |                     |                     |  |
|  | Nederländerna | 2           |       |         |                     |                     |  |
|  | Nederländerna | 2           |       |         |                     |                     |  |
|  | Turkiet       | 3           |       |         |                     |                     |  |
|  | Turkiet       | 3           |       | Turkiet | 3                   |                     |  |
|  |               |             |       | Turkiet | 3                   |                     |  |
|  |               |             | Japan | 2       |                     |                     |  |
|  | Japan         | 3           | Japan | 2       |                     |                     |  |
|  | Japan         | 3           |       |         |                     |                     |  |
|  | Ryssland      | 0           |       |         | Match om tredjepris | Match om tredjepris |  |
|  | Ryssland      | 0           |       |         |                     |                     |  |
|  |               |             |       |         |                     |                     |  |
|  |               |             |       |         | Nederländerna       | 3                   |  |
|  |               |             |       |         | Nederländerna       | 3                   |  |
|  |               |             |       |         | Ryssland            | 0                   |  |

##### Semifinaler
| 30 maj 2015 Salle Omnisports du Pierrier, Montreux Speltid: 2h:19 - Åskådare: 1 900 | Nederländerna | 2 - 3 | Turkiet  | 27-29, 25-23, 13-25, 25-17, 13-15 |
| 30 maj 2015 Salle Omnisports du Pierrier, Montreux Speltid: 1h:23 - Åskådare: 1 900 | Japan         | 3 - 0 | Ryssland | 25-23, 25-22, 25-13               |

##### Match om tredjepris
| 31 maj 2015 Salle Omnisports du Pierrier, Montreux Speltid: 1h:23 - Åskådare: 1 400 | Nederländerna | 3 - 0 | Ryssland | 25-21, 25-21, 25-21 |

##### Final
| 31 maj 2015 Salle Omnisports du Pierrier, Montreux Speltid: 2h:05 - Åskådare: 1 800 | Turkiet | 3 - 2 | Japan | 22-25, 19-25, 25-19, 25-23, 15-10 |

#### Match om femteplats
| 30 maj 2015 Salle Omnisports du Pierrier, Montreux Speltid: 2h:11 - Åskådare: 1 400 | Tyskland | 3 - 1 | Dominikanska republiken | 25-19, 27-29, 26-24, 28-26 |
| 30 maj 2015 Salle Omnisports du Pierrier, Montreux Speltid: 1h:37 - Åskådare: 1 100 | Kina     | 1 - 3 | Italien                 | 25-27, 21-25, 25-15, 16-25 |

## Slutplaceringar
| Pos | Lag                     |
| --- | ----------------------- |
|     | Turkiet                 |
|     | Japan                   |
|     | Nederländerna           |
| 4   | Ryssland                |
| 5   | Tyskland                |
| 5   | Italien                 |
| 7   | Kina                    |
| 7   | Dominikanska republiken |

## Individuella utmärkelser
| Utmärkelse              | Namn             | Lag           |
| ----------------------- | ---------------- | ------------- |
| Mest värdefulla spelare | Yuki Ishii       | Japan         |
| Bästa passare           | Naz Aydemir      | Turkiet       |
| Bästa högerspiker       | Lonneke Slöetjes | Nederländerna |
| Bästa vänsterspiker     | Yuki Ishii       | Japan         |
| Bästa vänsterspiker     | Anne Buijs       | Nederländerna |
| Bästa center            | Yvon Beliën      | Nederländerna |
| Bästa center            | Büşra Cansu      | Turkiet       |
| Bästa libero            | Kotoki Zayasu    | Japan         |